# 程何
程何（1990年—）是中国首个专业音乐剧译配，该译配曾主导参与《妈妈咪呀》、《音乐之声》、《狮子王》、《近乎正常》等诸多音乐剧的译配，2017年，还上过央视《朗读者》节目

## 引用来源
1. ↑  . 澎湃新闻. 2022-09-04  [2024-02-22]. （原始内容存档于2024-02-22） （中文）.
2. ↑  瑞丽服饰美容. . 网易.   [2023-04-29].